# Xinglong (socken i Kina, Shandong, lat 36,60, long 117,04)
Xinglong (kinesiska: 兴隆街道, 兴隆) är en socken i Kina. Den ligger i provinsen Shandong, i den östra delen av landet, nära eller i provinshuvudstaden Jinan.
Genomsnittlig årsnederbörd är 841 millimeter. Den regnigaste månaden är juli, med i genomsnitt 315 mm nederbörd, och den torraste är januari, med 6 mm nederbörd.